# Odontophorus balliviani
Odontophorus balliviani là một loài chim trong họ Odontophoridae.